# Séisme de 2017 dans l'État de Puebla

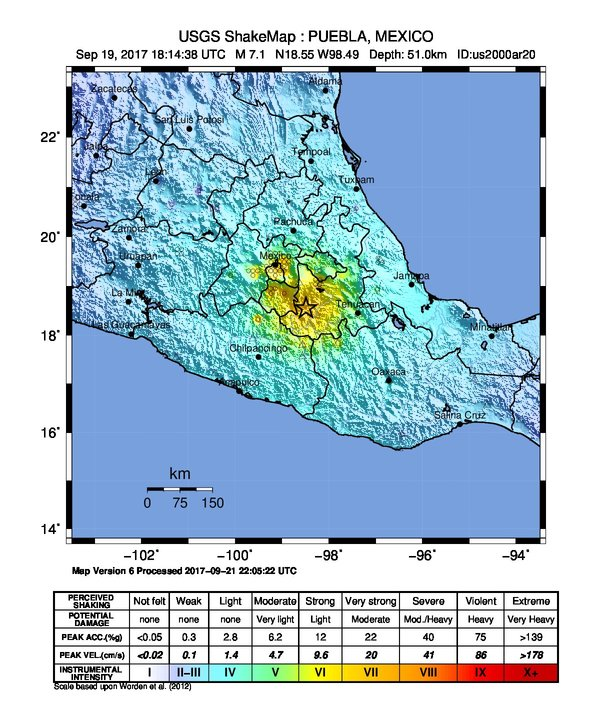

Le séisme de 2017 dans l'État de Puebla est survenu le 19 septembre à 13 h 14, heure locale (18 h 14 UTC). Sa magnitude de 7,1 est plus faible que celle du précédent tremblement de terre, qui avait touché le Mexique 12 jours plus tôt, mais le bilan des victimes, dont au moins 369 morts, est plus lourd. Il s'agit d'une des catastrophes environnementales de l'été 2017.

## Contexte
Le séisme survient 32 ans jour pour jour après le séisme de 1985 à Mexico, et 12 jours après celui du Chiapas. Les premières vibrations se déclenchent deux heures après la fin des commémorations du séisme de 1985,. Il a lieu quelques heures après des exercices antisismiques qui se sont déroulés partout dans le Mexique.
Contrairement au séisme de 1985 à Mexico qui correspond à l'interface de subduction entre la plaque de Cocos et la plaque Caraïbe, ce séisme dans l'État de Puebla est intraplaque.

## Bilan

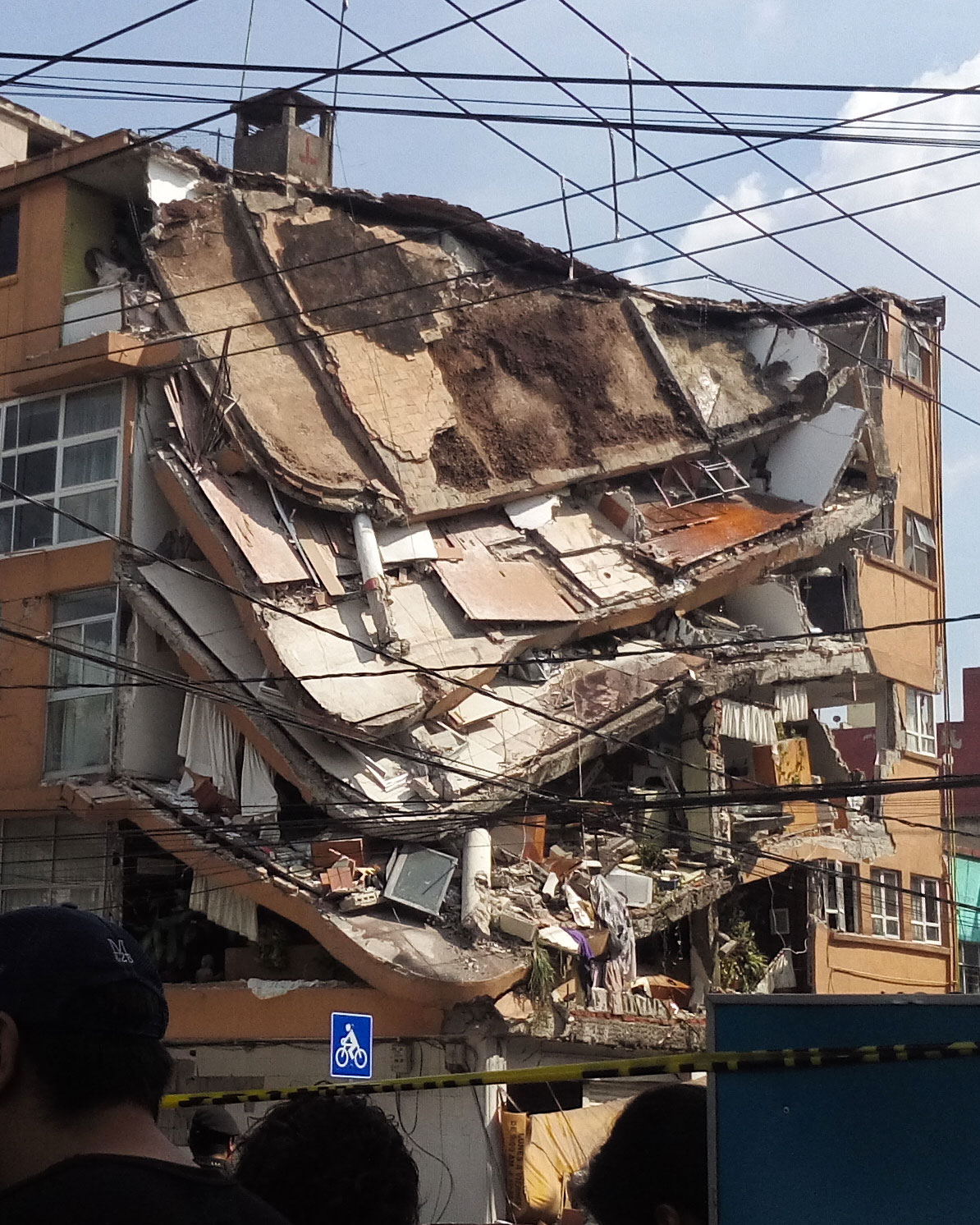
Immeuble effondré à Mexico le 19 septembre.

Selon les déclarations du directeur de la Protection civile, Luis Felipe Puente, le bilan des victimes, au soir du 20 septembre, est d'au moins 230 morts et plus de 800 blessés. Une trentaine d'enfants sont portés disparus à la suite de l'effondrement d'une école, l'école Enrique Rebsamen ; 19 seront retrouvés morts et les autres vivants. En tous, 26 personnes trouvent la mort dans l'effondrement du collège : 19 enfants et 7 adultes. La ville de Mexico est la zone la plus touchée, avec au moins 100 morts. Il y a également des morts dans les États de Morelos, Puebla, Mexico (en différenciant la ville de Mexico de l’État éponyme), Guerrero et au moins un dans celui d'Oaxaca. 
Le 26 septembre, le gouvernement déclare qu'il n'y a plus d'espoir de retrouver de survivants, et annonce un bilan de 331 décès, considérant les 43 personnes encore disparues comme présumées mortes. Le secteur de la Santé a annoncé avoir pris en charge 5 404 blessés, parmi lesquels 56 restaient dans un état grave.
Au 1er octobre, on dénombre à présent 361 morts, et des personnes sont encore portées disparues. Le nombre de morts culmine à 369 le 4 octobre,,.

## Conséquences
L'aéroport international de Mexico est fermé le temps d'évaluer les dégâts. De ce fait, l'avion présidentiel transportant le président mexicain Enrique Peña Nieto est dérouté vers la base aérienne nº 1 de Santa Lucía (en).
Enrique Peña Nieto ordonne l'évacuation des hôpitaux endommagés et le transfert des patients.
Le séisme provoque de nombreuses fuites de gaz dans toute la ville de Mexico. L'une d'elles aboutit à une forte explosion dans un bâtiment.
L'Université autonome de Mexico suspend ses cours le temps d'inspecter les bâtiments. Toutes les écoles, des niveaux maternelle à lycée inclus, privées et publiques, de la ville de Mexico et des états de Mexico, Puebla et Veracruz sont fermées par décision de ministère de l'éducation,.
Une enquête est ouverte sur les bâtiments construits après 1985 qui ne respectaient pas les normes de construction anti-sismiques, notamment pour les écoles.
Environ 11 000 bâtiments ont été endommagés, dont 1500 doivent être totalement rasés.
Le 14 juillet 2021, Juan Mario Velarde, le responsable de l'entretien du bâtiment du collège Enrique Rebsamen avant son effondrement qui avait provoqué 26 morts - 19 enfants et 7 adultes - est condamné à 208 ans de prisons et à payer 377 450 pesos à chaque victime indirecte.